# 쇼콜라의 마법
쇼콜라의 마법(ショコラの魔法)는 미즈호 리노가 연재하는 일본의 만화이다. 쇼가쿠칸의 챠오에 연재중이며, OVA 애니메이션으로 나왔으며, 2014년부터 국내 더빙판은 투니버스와 애니맥스에서 방송되었다. 2021년에 실사 영화가 개봉될 예정이다.

## 줄거리
깊은 숲 속 짙은 어둠이 깔린 저택이 있다. 그 이름은 '쇼콜라 누아르'.
마력을 지닌 신비한 초콜릿의 가게.
아름다운 쇼콜라티에 '아이카와 쇼콜라'가 만드는 초콜릿을 먹으면 어떤 소원도 이룬다.
다만, 얻은 만큼 대가도 있는 법.소원을 이루는 대신 당신의 가장 소중한 것을 가져가는데...
"자, 말해보세요.당신의 소원은...뭐죠?"

## 만화 현황
- 제 1권 Almond kiss
- 제 2권 Bitter sweet
- 제 3권 Creamy sugar
- 제 4권 Dark spice
- 제 5권 Evil essence
- 제 6권 Fruity flavor
- 제 7권 Guilty crunch
- 제 8권 Honey blood
- + FANBOOK H to I
- 제 9권 Ice shadow
- 제 10권 Jewel syrup
- 제 11권 knocking egg
- 제 12권 love flake
- 제 13권 melty night
- 제 14권 nutty caenival
- 제 15권 odd cake

쇼콜라의 마법은 알파벳순으로 제목이 기재된다.

## 등장인물
아이카와 쇼콜라 (哀川 ショコラ) / 쇼콜라
성우 : 유카나 / 윤미나
신장 : 157cm
카카오 테오브로마 (カカオ•テオブロマ) / 카카오
성우 : 미야타 코우키 / 김명준
신장 : 178cm
체중 : 56kg
브란셰 (ブランシェ)
성우 : - / - 미방
신장 : 158cm
시라유키 (白雪)
성우 : - / - 미방
신장 : 158cm
체중 : 45kg
아이카와 슈가 (哀川 秀我) / 슈가
성우 : 미도리카와 히카루 / 최재호
신장 : 180cm
체중 : 62kg
히무로 은루베&글라스 (氷室 ンルベ&グラス)
성우 : - / - 미방
신장 : 119cm
체중 : 21kg
쿠오레 (クオレ)
성우 : - / - 미방
신장 : 140cm
체중 : 35kg
아마미네 쿠구츠 (天峰 傀儡)
성우 : - / - 미방
신장 : 181cm
체중 : 60kg

## 실사 영화
2021년 6월 18일에 개봉 예정. 주연은 본작이 영화 첫 출연이자 첫 주연작인 야마구치 마호가 맡았다.